# Världens ekonomiska historia
För den akademiska disciplinen, se ekonomisk historia. Se även det ekonomiska tänkandets historia.
Världens ekonomiska historia handlar om människans ekonomiska utveckling från det att de första formerna av människor utvecklades tills idag.

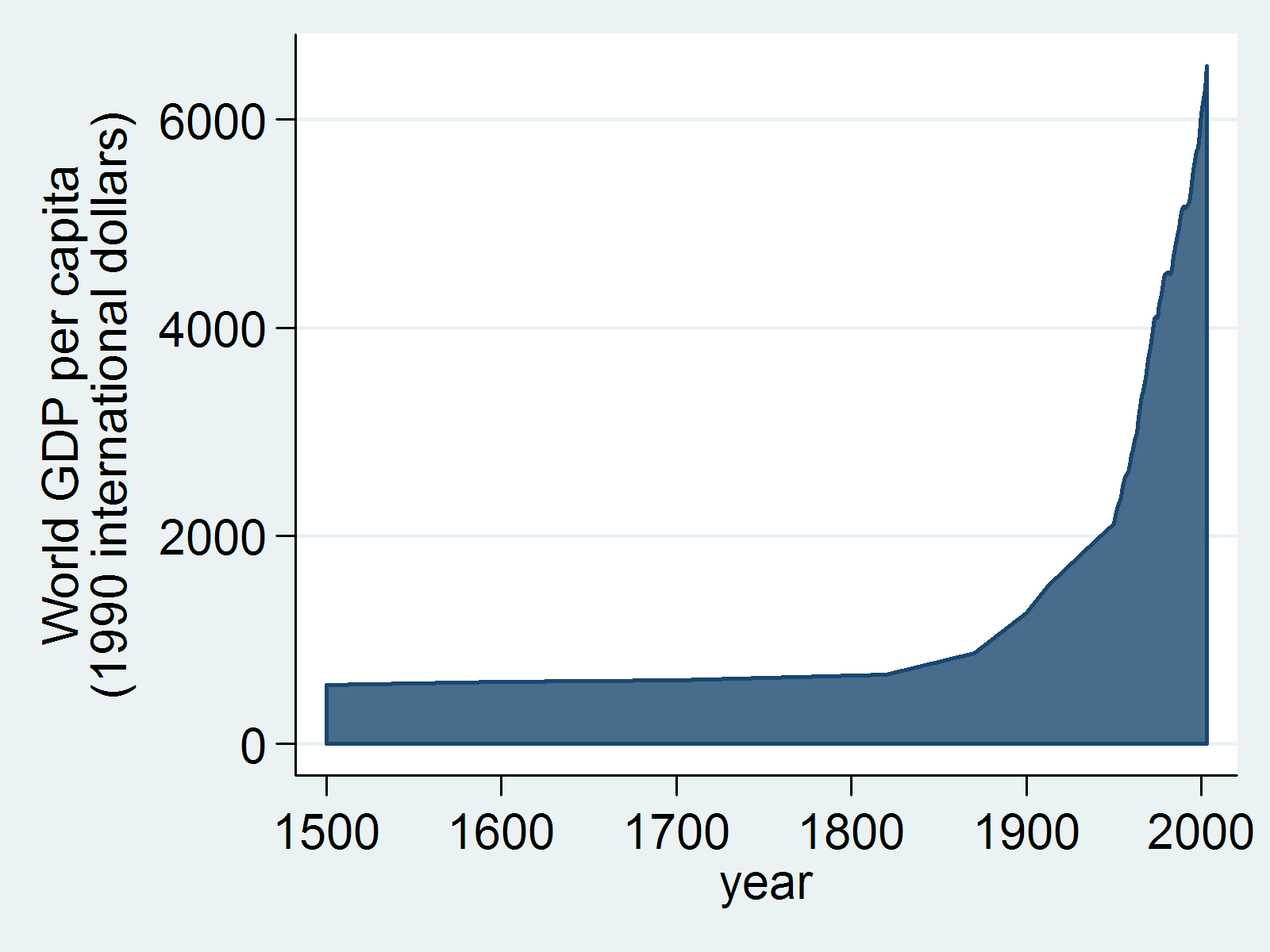
Uppskattning av BNP per person i världen som helhet år 1500–2003

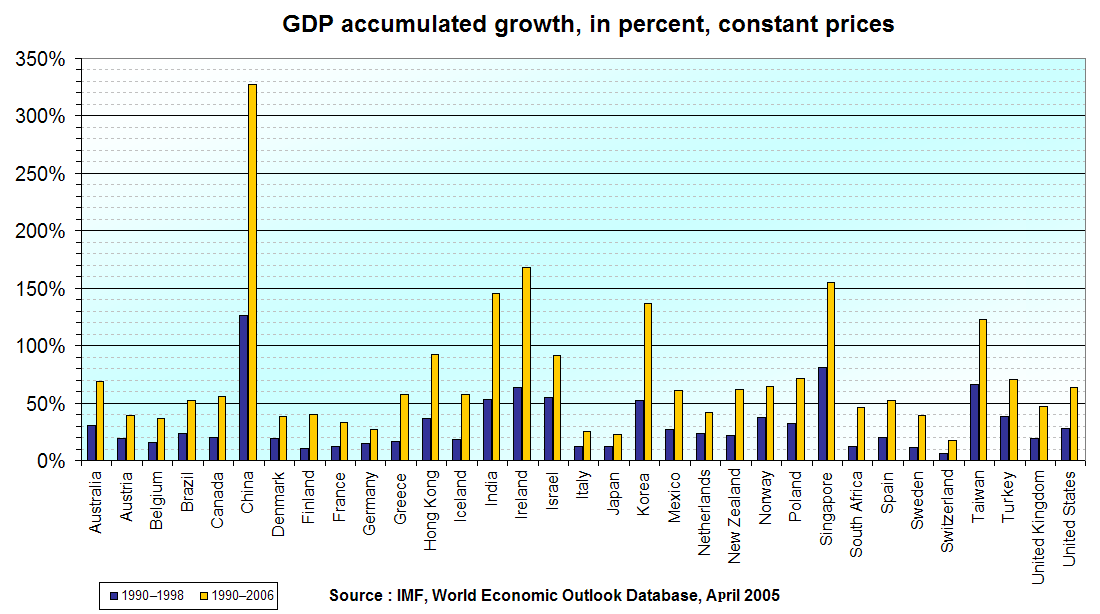
Ekonomisk tillväxt, mätt i BNP-ökning, 1990–1998 och 1990–2006, för några större länder.

Under större delen av mänsklighetens historia har förhållandena för vanliga människor varit konstanta eller förändrats extremt långsamt. Från uppkomsten av skriften 3000 f.Kr. gjordes en mängd vetenskapliga och teknologiska upptäckter som till slut ledde fram till den industriella revolutionen i Västeuropa på 1700-talet. Då förbättrades människors levnadsstandard märkbart för första gången. 1900-talet innebar enorma omvälvningar och nya tekniker som höjde produktiviteten markant, femdubblade inkomsterna och skiftade arbetskraft från jordbruk till industri och tjänster.

## Forntid (–500)
Det är svårt att dra en exakt gräns för när människornas ekonomiska historia, eller historia överhuvudtaget, inleddes. Även om människor, eller människoliknande djur, har existerat under miljontals år besitter vi idag inte särskilt stor kunskap om dessas ekonomiska förhållanden. De tidigaste hominiderna var förmodligen allätande och använde endast väldigt enkla redskap, exempelvis för att gräva, skrapa och bulta. Mot slutet av den sista istiden, Würm, för runt 25 000 år sedan, hade senpaleolitiska människor nått en relativt avancerad teknisk nivå och tillverkade stora mängder av stenverktyg som knivar, fiskkrokar och nålar. De hade vapen som lans, spjut och pilbågar, och de hade utvecklats till köttätande jägare. Trots att de levde under ett ständigt hot att inte kunna skaffa sig mat hade de antagligen bättre hälsa än de tidigaste jordbrukarna.
Vid slutet av den äldre stenåldern hade människorna spritt sig runtom i stort sett hela världen och antalet människor var antagligen runt tio miljoner, enligt moderna forskares beräkningar.

### Civilisationens uppkomst
För 10 000 år sedan började människor i Mellanöstern att bruka jorden och bli bofasta i byar. Jordbruk är en förutsättning för att ett överskott av livsmedel kan uppstå som kan föda politiker, soldater eller vetenskapsmän – det är grunden för civilisationen. Världens sannolikt första stad, Jeriko, grundades då och den första civilisationen, den sumeriska, uppstod för cirka 5 000 år sedan och med den skriften.
Befolkningen i världen växte sakta tack vare att jordbruket spreds från sina ursprungsområden (främst Mellanöstern, Kina och delar av Amerika) ut i världen, och att fler grödor och djur domesticerades, det vill säga genetiskt anpassades för matproduktion. Vid år 1 hade befolkningen växt till ungefär 300 miljoner.
Under årtusendena före Kristi födelse uppstod flera högkulturer i Medelhavsområdet, Mesopotamien, Indien, Kina och Centralamerika. Förbättringar av jordbrukstekniken i dessa områden genom exempelvis konstbevattning möjliggjorde befolkningsökning och mer komplexa riken och ekonomier.
De romerska och arabiska rikena gjorde framsteg inom vetenskap, juridik och ingenjörskonst, och handeln inom dessa riken blomstrade. Detta lade grunden till utvecklingen i Europa under andra halvan av medeltiden (1000–1500) då Europa lyfte sig över vad alla andra tidigare civilisationer åstadkommit.

## Medeltid (500–1500)
Europas glansdagar varade mellan 1000- och 1200-talet. Innan 1200-talet levde folket mestadels som bönder. Det fanns gott om mark, stora teknologiska framsteg hade också gjorts inom jordbruket, man kunde numera ta fyra skördar per år istället för som innan tre. Klimatet var milt under dessa århundraden. Alla dessa faktorer gjorde att det blev överskott med mat och handeln blomstrade i Europa. Dessa gynnsamma förhållanden gjorde att Europas befolkning fördubblades.
En långsam evolution skedde inom bland annat metallutvinning, textilindustri och papperstillverkning. Dubbel bokföring infördes och handel med obligationer, ofta statliga, uppstod i Frankrike, Belgien och Italien. Kunskapen om navigation och skeppsbyggnadstekniken utvecklades och fartygen blev större och mer sjödugliga. I slutet av 1400-talet kunde man till och med korsa oceaner, och när Christofer Columbus 1492 som förste europé sedan vikingatiden satte sin fot på amerikansk mark var det slutet på medeltiden.
Detta innebar att det inte fanns tillräckligt med resurser. Maten räckte inte till, och människor började se sig om efter andra lösningar. Man började använda myrmarker som åkermark. Denna jorden var väldigt näringsfattig och gav inga bra skördar. Oisan i Tyskland var till exempel lika tätbefolkad under 1200-talet som 1911 under industrialiseringen. Undernäringen bidrog till att pesten som uppstod under 1200-talet spred sig. Människors immunförsvar var dåligt rustat och kunde inte stå emot sjukdomar som vanligtvis var ofarliga. Pesten hemsökte Europa varje decennium fram till 1600-talet. Cirka en tredjedel av Europas befolkning dog i pesten.
Vid dessa tider bildade färre familj. Det fanns många olika arvslagar, de två vanligaste var att de självägande bönderna delade sin jord och gård på antalet arvingar samt att den äldste sonen ärvde gården, men då fick han även bespara gårdens resurser genom att bilda familj senare. 
På sätt och vis kan man säga att resurskrisen behövdes, då följderna blev positiva. Man behövde inte längre odla på myrmarkerna, det fanns gott om god jord och skördarna gav mer igen. Bönderna kunde ta mer betalt av sina kunder då det fanns mindre konkurrens. Godsägare och rika jordägare var tvungna att också vara måna om sina bönder, då det annars kunde skaffa sig egen jord. De var tvungna att ge bättre villkor, lön och större frihet åt bönderna, då de annars riskerade att bli av med arbetskraft.

## Tidigmodern tid (1500–1800)
Efter år 1500 var den europeiska dominansen i världsekonomin tydlig. Portugisiska, spanska och nederländska upptäckare började snabbt upprätta handel med och kolonisera andra världsdelar.
Parallellt med den ekonomiska och tekniska utvecklingen gick feodalismen – systemet där länsherrar och vasaller styrde ett område efter överenskommelse med en kung – tillbaka och nationalstaterna blev det dominerande styrelseskicket. Slaveriet avskaffades i England 1215. Detta hängde samman med utvecklingen inom krigskonsten som gjorde det allt dyrare att föra krig. Samtidigt utvidgades rättssäkerheten och skatteuttaget blev mindre av rofferi och mer förutsägbart, något som är viktigt för att företagare ska våga investera.
Många forskare anser att Europas framsteg berodde på den splittring som fanns inom kontinenten. Härskarna tvingades konkurrera om att ge bra villkor för näringslivet. Kina var å andra sidan ett enat rike som inte alls hade samma press på sig att inte sätta käppar i hjulet för kommersen. Ett exempel på detta är den första patentlagen som trädde i kraft i Venedig 1474. Sedan bruket att bevilja patent spridit sig över världsdelen blev det en viktig del av det institutionella ramverk som kom att lyfta Europa till oanade höjder.
Under 1600- och 1700-talet försköts Europas ekonomiska tyngdpunkt bort från Norditaliens stadsstater till Storbritannien och Nederländerna. Den stora silverimporten från Latinamerika till Spanien ledde till slöseri och inflation i Spanien men inte till någon ekonomisk utveckling.

## Modern tid (1800–)

### Industriella revolutionen
En effektivisering av jordbruket skedde som ledde till att arbetskraft kunde frigöras till andra sektorer. Detta var särskilt påtagligt i Storbritannien, där landet liksom på många andra områden gick i spetsen för en utveckling som övriga Europa sedan följde. Mellan 1500 och 1750 minskade andelen som arbetade inom det brittiska jordbruket från tre fjärdedelar till hälften, och på 1840-talet hade andelen minskat ytterligare till 30 procent. Den ökade produktiviteten i jordbruket berodde bland annat på nya grödor som potatisen, mindre träda genom växelbruk (exempelvis växling mellan rovor, korn, klöver och vete), ökad handel och tydligare definiering av äganderätter genom enclosurerörelsen.
Den frigjorda arbetskraften från jordbruket kom till pass i slutet av 1700-talet i samband med den industriella revolutionen. Textil- och järnindustrierna utvecklades snabbt tack vare en mängd uppfinningar och modernare organisation. Storbritanniens kolonialvälde utgjorde en stor avsättningsmarknad för industriprodukter.
Industrialismen under 1800-talet gav vanliga människor chansen att för första gången i världshistorien förbättra sin levnadsstandard märkbart. Bättre kost och framsteg inom medicinen höjde medellivslängden från det historiska normalvärdet 30 år till exempelvis i Sverige 50 år. Allmän skolgång infördes vilket utrotade analfabetismen och många tidningar startades.
Den ekonomiska utvecklingen skapade en medelklass som drev på utvecklingen mot demokrati, ekonomisk frihet (t.ex. i form av en stark äganderätt som säkrade kapitalisters kapitalinnehav) och personlig frihet. Liberalismen blomstrade på 1800-talet, ofta i samband med nationalism. Liberaler drev när Italien och Tyskland enades. Liberala motiv fanns även med i kolonialismen i slutet av 1800-talet, då européerna avskaffade slaveriet i Afrika, dock är förklaringen att det skulle ha varit av ideologiska filantropiska skäl som slaveriet avskaffades hårt ifrågasatta av ekonomhistoriker som oftast åberopar ekonomiska intressen som förklaring; det är dyrare att hålla någon förslavad än att låta den vara i en "fri" utsugarposition. En liberal milstolpe i Storbritannien anser vara avskaffandet av spannmålstullarna 1846. Detta skedde efter en stor opinionsbildningsinsats som bland annat inkluderade bildandet av tidskriften The Economist.
Det merkantilistiska tänkandet att det finns vinnare och förlorare på handel gick tillbaka. Människor kunde röra sig mer fritt över gränserna, tullarna blev lägre och staten reglerade allt mindre av ekonomin. Skråväsendet som hade kontrollerat hårt vem som fick utöva ett hantverk avskaffades. Man introducerade också en modern aktiebolagslagstiftning.
Det moderna bankväsendet uppstod där man lånade in från allmänheten och ut till företag. Många banker gav ut egna sedlar med täckning i guld. Senare monopoliserade staten valutautgivningen men fortfarande motsvarande ett pund eller en franc en viss mängd guld.

### 1900-talet

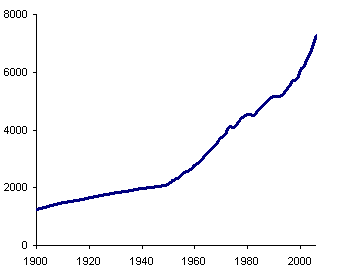
Världens BNP per capita i dollar. Data före 1950 visar endast trenden och inte årliga förändringar.

Stark produktivitetsutveckling inom jordbruket på många håll i världen möjliggjorde en övergång av arbetskraft till industri och senare servicenäringar. Detta skedde parallellt med urbanisering. År 2008 bodde en minoritet av människorna på landsbygden och sysslade med jordbruk. Många uppfinningar som revolutionerade ekonomin gjordes i slutet av 1800-talet eller under 1900-talet, bland annat telefonen, datorn, flygplanet, bilen, radion och TV:n. I början av 1900-talet genomförde Henry Ford och Frederick Taylor en mängd förändringar i hur industriproduktion görs genom bland annat det löpande bandet och utbytbara delar. Dessa innovationer spred sig över industriländerna och banade vägen för massproduktion.
Under 1900-talet nådde fenomenet ekonomisk tillväxt världens alla regioner och världens BNP per capita femdubblades. Första halvan av seklet var ojämn med världskrigen och den stora depressionen. Återuppbyggnaden efter andra världskriget innebär tillväxttal av en magnitud större än någonsin tidigare, framför allt i Västtyskland och Japan. Efter oljekrisen 1973 saktade tillväxten ned men tog åter fart under 1990-talet, driven av den nya tekniken och globaliseringen. I början av 2000-talet nåddes samma tillväxttal per person som under guldåldern på 1960-talet, den här gången tack vare tillväxt i länder som Kina, Indien, Ryssland, Brasilien, Indonesien och Sydafrika.